# Капур, Экта
Экта Капур (род. 7 июня 1975 года) — индийский теле- и кинопродюсер, режиссёр, работает над фильмами и мыльными операми на хинди. Также является управляющим директором и креативным руководителем основанной в 1994 году компании Balaji Telefilms Limited. В 2001 году Balaji Motion Pictures была основана как дочерняя компания Balaji Telefilms Limited, занимающейся производством и распространением фильмов. В апреле 2017 года она запустила ALT Balaji.
В 2020 году за работу в области искусства Капур была удостоена Падма Шри, четвёртой по старшинству государственной награды Индии.

## Личная жизнь
Экта Капур родилась в семье актёра Джитендры и Шобхи Капур. Её младший брат Тусшар Капур также актёр Болливуда.
Экта Капур училась в «Mahim», шотландской школе в Бомбее.
Капур не замужем, она воспитывает сына по имени Рави Капур. Мальчик родился 27 января 2019 года в результате суррогатного материнства.

## Карьера
Экта Капур начала свою карьеру в возрасте 17 лет. Сначала она проходила стажировку у режиссёра рекламных роликов и художественных фильмов Кайлаша Сурендранатха. Получив финансовую поддержку от своего отца, она решила стать продюсером, основав компанию Balaji Telefilms. Первые её проекты потерпели неудачу. Шесть пилотных эпизодов провалились, что привело к потери 50 лакхов (что эквивалентно 1,6 кроров рупий или 220 000 долларов в 2019 году). В 1995 году телесериал Mano Ya Na Mano'» был куплен индийским развлекательным телеканалом Zee TV, а музыкальное шоу Dhun Dhamaka было выкуплено государственным телеканалом Doordarshan. В 1995 году её ситком Hum Paanch стал первым успешным проектом.
В 2000-х годах «К» стала её счастливой буквой алфавита. В этот период она запустила большое количество шоу, которые начинались на букву «К», включая сериал Kyunki Saas Bhi Kabhi Bahu Thi, который побил все рекорды и имел самые высокие рейтинги в 2000 году. Среди этих шоу также стоит отметить Kahaani Ghar Ghar Kii, Kabhii Sautan Kabhii Sahelii, Kohi Apna Sa, Kaahin Kissii Roz, Kasautii Zindagii Kay, Kahiin to Hoga и Kasamh Se. В 2001 году она была удостоена звания лучшего предпринимателя года.
К июлю 2001 года Капур выпускала более 30 часов телевизионных шоу в неделю. 20 из её 34 сериалов были названы самыми популярными сериалами на таких основных телеканалах, как Zee TV, Sony, Star Plus и Metro. Её прогнозируемый оборот за 2000—2001 годы был указан в размере 35 крор (что эквивалентно 112 крорам или 16 миллионам долларов США в 2019 году).
Отточив свое мастерство в производстве телесериалов на хинди, она начала использовать другие региональные языки, начиная с тамильского сериала Kudumbum. Сериал стал очень популярным, и затем она дублировала его на телугу и запустила на хинди как Ghar Ek Mandir. Затем она отважилась перевести его на пенджаби, маратхи, гуджарати и бенгали. В 2001 году Капур писала свои собственные сценарии, несмотря на то, что на неё работали сценаристы, которые проявляли активный интерес ко всем этапам производства. В то же время её мать Шобха вела счета.
Таким образом Капур создала и спродюсировала более 130 индийских мыльных опер. Среди её популярных шоу — Pavitra Rishta, Bade Achhe Lagte Hain, Yeh Hai Mohabbatein, Jodha Akbar, Naagin, Kumkum Bhagya, Kasam Tere Pyaar Ki, Kundali Bhagya и ряд других. Эти работы Капур стали новым дыханием индийского телевидения, в результате чего сама она стала известна как «царица телевидения» или «королева индийского телевидения».
В 2001 году она решилась на производство фильмов в Болливуде. Её первой работой стала комедия Kyo Kii… Main Jhuth Nahin Bolta с Сушмитой Сен и Говиндой в главных ролях. Kucch To Hai и Krishna Cottage, основанные на сверхъестественных явлениях, вышли в прокат в 2003 и 2004 году соответственно. В комедии Kyaa Kool Hai Hum, которая появилась на экранах в 2005 году, главную роль сыграл её брат Тусшар Капур. Затем она стала сопродюсером художественного фильма «Перестрелка в Локандвале» вместе с Санджаем Гуптой. После выхода которого в прокат вышли фильмы Mission Istaanbul и EMI в сотрудничестве с продюсером Сунилом Шетти.
В период с 2010 по 2014 год она сняла много фильмов, в число которых вошли такие громкие картины, как Love Sex Aur Dhokha, Once Upon a Time in Mumbaai и Shor in the City.
В 2012 году Экта Капур через свою продюсерскую компанию Balaji Telefilms основала институт творческого мастерства, школу по обучению средствам массовой информации.
Капур также запустила ряд онлайн сериалов через собственное цифровое приложение ALTBalaji.

## Награды
Капур также занимается написанием сценариев, творческим преобразованием и созданием концепций. Будучи выбранной в качестве одного из 50 «Самых мощных коммуникаторов Азии» журналом Asia Week в 2001 году, она помогла начать карьеру большому количеству актеров и актрис.
Она была выбрана руководителем комитета Конфедерации индийской индустрии развлекательного телевидения, среди ее наград также премия «The Society Achiever Award» и звание «Лучший предприниматель 2001 года».
Капур считается одной из самых влиятельных женщин в телевизионной индустрии и входит в число 25 лучших женщин-предпринимателей Индии.
В 2020 году за свои заслуги в области искусства она была удостоена Падма Шри, четвертой высшей гражданской наградой Индии.
Как продюсер компании «Balaji Telefilms» Экта Капур была удостоена ряда наград: «Indian Television Academy Awards», «Indian Telly Awards», «Kalakar Awards», «Asian Television Awards», «Apsara Awards», «Zee Rishtay Awards», «3rd Boroplus Awards», «New Talent Awards»,"BIG Star Entertainment Awards", «4th Boroplus Awards», «GR8! Women Awards», «Asia’s Social Empowerment Awards», «Lions Gold Awards», «Stardust Awards», «Screen Awards», «Pune International Film Festival», «Zee Gaurav Puraskar», «National Media Network Film and TV Awards», «The Global Indian Film and TV Honors» и «ETC Bollywood Business Awards».